# 毁灭战士II
《毁灭战士II：人间地狱》是由id Software开发的一款第一人称射击游戏。1994年发布的最初版本是针对IBM生产的PC的。而它的前作《毀滅戰士》于1993年发行后便成为一款广受好评的游戏。1995年，《毁灭战士II》获得了Origins Awards颁发的"1994年最佳幻想或科幻游戏奖"。但是和前作只接受邮购或者共享方式购买不同的是，《毁灭战士II》的完全版作为商业品在软件店内销售。

## 故事主线
《毁灭战士II》的故事紧接着前作展开，玩家扮演的战士於前作中在火卫一进行了殊死搏斗，并且摧毁了火卫二和整个地狱后回到地球，发现自己沦为了外星人侵略的受害者。本作中玩家被再次带到了一个无名的火星空间内（該處在《毁灭战士》小说内被称为「Flynn Taggart」），并再次需要殺出血路逃离这个地狱。
玩家将会在全三维的关卡中穿行（不包括两个秘密关卡），在途中玩家会知道所有地球劫后余生的人们都被收押在一个时空传送带中，玩家必须带领他们冲出禁锢。

## 游戏开发
由于前作的巨大成功，《毁灭战士II》并未引入革新性的改進，在技术創新、图像改进以及游戏玩法上均沒有大變化。游戏的环境沿用了毁灭战士引擎构造的非线性关卡，玩法亦依然是寻找开门的钥匙，以及在无数的怪物中间杀出一条血路。
不过游戏还是增加了一些新的元素，前作共有十種怪物，《毀滅戰士II》連隱藏關卡則變成雙倍：
- 重武裝喪屍（Heavy Weapon Dude）：帶著鏈槍（加特林机枪）的喪屍，會對玩家造成連續傷害，擊斃他後能取得他的鏈槍以及10發子彈（最易及最難的難度有雙倍彈數）。
- 地狱骑士（Hell Knight）：是地狱男爵（Baron of Hell）的降級版本。
- 機械蜘蛛（Arachnotron）：蜘蛛首腦（The Spider Mastermind）的降級版本，會發射外觀與玩家不同顏色的電漿槍雷射來攻擊。
- 痛苦元素（Pain Elemental）：與喪魂（Lost Soul）及巨腦魔（Cacodemon）一樣會飄浮在空中，如果玩家不尽快除掉，会不断造出喪魂（但并非无限，游戏引擎設定地图上最多只有20个喪魂）。
- 亡魂（Revenant）：以骷髏為設計原形的怪物，一旦發現玩家會發出極為駭人的叫聲，它會在近距離使用拳擊，以及發射一定機率帶有追蹤效果的導彈來攻擊敵人。
- 肥球（Mancubus）：外觀體積龐大，移動緩慢的怪物，它會從炮管狀的雙手同时向两个方向发射出巨大的火球。
- 惡魔召喚師（Arch-Vile）：最危险的敵人之一，不但會使用伤害强大附帶震飛效果且无法闪避的火焰魔法來攻擊敵人，而且移动速度也相当快，還會不斷復活被玩家打死的怪物。
- 邪恶化身（Icon of Sin）：遊戲的最终首領，看起来和一堵巨大的墙没多大区别，只有前额一个小洞露出其腦部，玩家須以火箭炮命中該處三次以破關。id公司还和玩家开了个玩笑：他们在那个小洞内放置了一个被钢钉钉穿的约翰·罗梅洛的脑袋。邪恶化身能不断释放各類怪物来骚扰玩家，罗梅洛的脑袋还会用倒放的声音说“To win the game, you must kill me, John Romero（要想赢得游戏，就要干掉我约翰·罗梅洛）”。
- 黨衛軍士兵（SS Trooper）：源於《德军总部3D》游戏，出现在秘密关卡（MAP31）中，并且在图像和音效使用了和原游戏一样的射击。
- 指挥官基恩（Commander Keen）：游戏《指挥官基恩》中的主角，出现在另一个秘密关卡（MAP32）中。

《毁灭战士II》游戏画面

让人略为失望的是枪械改进不大，只是增加了双管散弹枪。它的攻击力增大到普通散弹枪的将近三倍，而且弹药相对充足，在对付强敌的时候就会显示出巨大的价值。物品方面也只有一个新增加的「Megasphere」，可以将玩家的生命和装甲均恢复到200%。
游戏性方面作出了一个小改进。玩家不再直接穿过3个有联系的关卡，而是先通过一个很大的关卡，再随着游戏的进行慢慢通关，意味著玩家不用再每关开始的时候用一个小手枪进行奋战。玩家亦不再像前作中一样看着自己的进度，而是在每一关交接的时候只能看到一个背景。
关卡的射击和前作非常相似。《毁灭战士II》中的战斗地点改到了地球，玩家会体验在真实世界中的感觉。有些时候玩家会感觉十分陌生。虽然关卡设计没有钻“真实”的牛角尖，但是地图制作者还是尽全力让它们看起来真实一些。
《毁灭战士II》最终卖出了二百万份拷贝，成为迄今为止id公司销量最高的游戏。

## 游戏控制
在PC/PC-98上运行的毁灭战士的前两个版本是使用鼠标和键盘的组合来进行游戏的，这也是它们成为第一人称射击游戏迷们最爱的原因。尽管《德军总部3D》也提供同样的支持，但是正是毁灭战士，让鼠标+键盘的组合成为这类游戏的主流。

## 关卡
代表非多余音轨
| 名称                                          | 设计者                     | 音轨                       |
| --------------------------------------------- | -------------------------- | -------------------------- |
| MAP01: Entryway                               | 桑迪·皮特森                | Running from Evil          |
| MAP02: Underhalls                             | 亚美利坚·麦基              | The Healer Stalks          |
| MAP03: The Gauntlet                           | 亚美利坚·麦基              | Countdown to Death         |
| MAP04: The Focus                              | 亚美利坚·麦基              | Between Levels*            |
| MAP05: The Waste Tunnels                      | 亚美利坚·麦基              | DOOM                       |
| MAP06: The Crusher                            | 亚美利坚·麦基              | In the Dark                |
| MAP07: Dead Simple                            | 亚美利坚·麦基、桑迪·皮特森 | Shawn's got the Shotgun    |
| MAP08: Tricks and Traps                       | 桑迪·皮特森                | The Dave D. Taylor Blues   |
| MAP09: The Pit                                | 桑迪·皮特森                | Into Sandy's City*         |
| MAP10: Refueling Base                         | 桑迪·皮特森、汤姆·霍尔     | The Demon's Dead           |
| MAP11: Circle of Death/The 'O' of Destruction | 约翰·罗梅洛                | The Healer Stalks          |
| MAP12: The Factory                            | 桑迪·皮特森                | In the Dark                |
| MAP13: Downtown                               | 桑迪·皮特森                | DOOM                       |
| MAP14: The Inmost Dens                        | 桑迪·皮特森                | The Dave D. Taylor Blues   |
| MAP15: Industrial Zone                        | 约翰·罗梅洛                | Running from Evil          |
| MAP16: Suburbs                                | 桑迪·皮特森                | The Demon's Dead           |
| MAP17: Tenements                              | 约翰·罗梅洛                | The Healer Stalks          |
| MAP18: The Courtyard                          | 桑迪·皮特森                | Waiting for Romero to Play |
| MAP19: The Citadel                            | 桑迪·皮特森                | Shawn's got the Shotgun    |
| MAP20: Gotcha!                                | 约翰·罗梅洛                | Message for the Archvile   |
| MAP21: Nirvana                                | 桑迪·皮特森                | Countdown to Death         |
| MAP22: The Catacombs                          | 桑迪·皮特森                | The Dave D. Taylor Blues   |
| MAP23: Barrels o' Fun                         | 桑迪·皮特森                | Bye Bye American Pie*      |
| MAP24: The Chasm                              | 桑迪·皮特森                | In the Dark                |
| MAP25: Bloodfalls                             | 肖恩·格林                  | Adrian's Asleep*           |
| MAP26: The Abandoned Mines                    | 约翰·罗梅洛                | Message for the Archvile   |
| MAP27: Monster Condo                          | 桑迪·皮特森                | Waiting for Romero to Play |
| MAP28: The Spirit World                       | 桑迪·皮特森                | Getting Too Tense*         |
| MAP29: The Living End                         | 约翰·罗梅洛                | Shawn's got the Shotgun    |
| MAP30: Icon of Sin                            | 桑迪·皮特森                | Opening to Hell*           |
| MAP31: Wolfenstein                            | 桑迪·皮特森                | Evil Incarnate*            |
| MAP32: Grosse                                 | 桑迪·皮特森                | The Ultimate Conquest*     |